# Спойлер (політика)
Спойлер (від англ. to spoil — псувати) — учасник політичного процесу, нездатний вирішити поставлене завдання, але продовжує проводити активну діяльність задля підриву зусиль або довір'я до інших учасників процесу.
Первісно це явище пов'язується з особливостями політичної конкуренції під час виборчого процесу. Внаслідок лібералізації законодавства про політичні партії в багатьох країнах число політтехнологічних партій збільшилося. Їх стали називати «партії-спойлери»; їх головним заданням на виборах є відтягування голосів у конкурентів, дискредитація конкурентів та введення виборців в оману.
В міжнародних відносинах спойлерство виявляється в намаганнях учасників процесу зірвати позитивне вирішення питання. В цій ситуації спойлер є суб'єктом, який активно намагається відкласти або унеможливити розв'язання ситуації. В перемовинах може бути декілька спойлерів.